# Beasts of the Southern Wild
Beasts of the Southern Wild (englisch für „Bestien der südlichen Wildnis“) ist das Spielfilmdebüt des US-amerikanischen Regisseurs und Drehbuchautors Benh Zeitlin aus dem Jahr 2012. Das Fantasy-Drama, das auf einem Theaterstück von Lucy Alibar basiert, adaptierte Zeitlin gemeinsam mit der Autorin für das Kino. Im Mittelpunkt der Handlung steht ein Mädchen namens „Hushpuppy“ (dargestellt von Quvenzhané Wallis), das mit ihrem schwerkranken Vater (Dwight Henry) im abgelegenen Sumpfland Louisianas aufwächst. Ihre Heimat wird von einem schweren Sturm verwüstet, während das fantasievolle und naturverbundene Mädchen gleichzeitig die baldige Ankunft von vor Urzeiten eingefrorenen Monstern erahnt, die von den schmelzenden Polarkappen freigegeben werden.
Die auf Laiendarsteller vertrauende, circa 1,3 Mio. US-Dollar teure Produktion wurde am 20. Januar 2012 im Rahmen des Wettbewerbs des US-amerikanischen Sundance Film Festivals uraufgeführt und dort mit dem Hauptpreis des Festivals ausgezeichnet. In Deutschland startete Beasts of the Southern Wild am 20. Dezember 2012 in den Kinos.
Der Film wurde für vier Oscars nominiert: Bester Film, Beste Regie, Beste Hauptdarstellerin und bestes adaptiertes Drehbuch.

## Handlung
Die sechsjährige Hushpuppy lebt gemeinsam mit ihrem Vater in den abgeschnittenen Sumpfgebieten Louisianas, an der Küste des Golfs von Mexiko. Diesen Ort, von den Einheimischen „Bathtub“ genannt, hat das Mädchen nie verlassen. Die Welt hinter den nahen Dämmen und Raffinerien, wo die Menschen angeblich nur einmal im Jahr Urlaub haben und in Plastik eingeschweißten Fisch essen, kennt sie nur aus Erzählungen der Erwachsenen. Ihr Vater Wink Doucet sorgt als Fischer und mit ein wenig Landwirtschaft für den bescheidenen Lebensunterhalt der beiden. Hushpuppys Mutter, die Wink einst frisches Krokodil zubereitete, sei laut seinen Erzählungen „davongeschwommen“. In ihrer Fantasie führt das der Natur zugewandte Kind Zwiegespräche mit der Mutter und vermutet diese in einem Leuchtfeuer weit draußen vor der Küste. Als Hushpuppy in der Schule von Miss Bathsheba über die Legende der ausgestorbenen Auerochsen und der bevorstehenden Klimakatastrophe unterrichtet wird, sieht sie in ihrer Fantasie die Tiere aus dem schmelzenden arktischen Eis wiederauferstehen und eine Spur der Verwüstung nach sich ziehend nach „Bathtub“ marschieren.
Hushpuppys geregeltes Leben beginnt sich zu verändern, als ihr Vater sie eines Tages nicht wie gewohnt von der Schule abholt. Erst Stunden später kehrt Wink nur mit einem Krankenhauskittel bekleidet nach Hause zurück und will zur Enttäuschung Hushpuppys alleingelassen werden. Wink leidet unter einer schweren Herzerkrankung und droht bald zu sterben, was er seiner Tochter zu verheimlichen versucht. Die enttäuschte Hushpuppy versucht daraufhin allein das Mittagessen für sich und die Tiere zu kochen, woraufhin versehentlich der in den Bäumen angebrachte Wohnwagen ausbrennt und sie dem Feuer nur mit viel Glück unverletzt entkommt. Als bald darauf ein schwerer Sturm aufzieht, verlassen zahlreiche Einwohner „Bathtub“. Hushpuppy und ihr Vater jedoch bleiben. Beide überleben den nächtlichen, schweren Sturm, aber das Sumpfland wird meterhoch überflutet. In einem aus Autoersatzteilen zusammengebauten Motorboot machen sich Vater und Tochter auf die Suche nach Überlebenden und schließen sich dem betrunkenen Barbesitzer Winston, Miss Bathsheba und weiteren an, die auf einem zum großen Hausboot umfunktionierten Hausdach zwei Wochen überstehen wollen, bis der Wasserpegel wieder gesunken ist. Als dies nicht eintritt, sprengen Wink, Hushpuppy und die anderen Männer kurzerhand einen der Dämme mit Hilfe einer in einem Tierkadaver versteckten Sprengladung.
Wink, Hushpuppy und die anderen kehren in das nun trockengelegte Bathtub zurück, wo das Wasser schwere Schäden angerichtet hat. Schon bald werden die Einwohner gegen ihren Willen in ein Auffanglager überführt. Wink, dessen Gesundheitszustand sich weiter verschlechtert, wird dort medizinisch behandelt. Bei einem Fluchtversuch setzt er erfolglos Hushpuppy in einen Bus nach Norden und muss seiner Tochter die schwere Krankheit eingestehen, die sie schon erahnt hatte. Wink, Hushpuppy und die anderen kehren daraufhin nach Bathtub zurück. Auf der Suche nach ihrer Mutter versucht Hushpuppy gemeinsam mit weiteren Kindern zum entfernten Leuchtfeuer zu schwimmen. Die Gruppe wird aber von einem Fischerboot aufgenommen, das sie zu einem schwimmenden Nachtclub bringt. Die dort angestellten Frauen kümmern sich liebevoll um die Mädchen und Hushpuppy macht die Bekanntschaft mit einer Kellnerin, die ihre Mutter sein könnte. Sie benutzt dieselben Redewendungen wie Wink und setzt dem Mädchen eine Krokodil-Mahlzeit vor.
Hushpuppy kehrt mit den übrigen Mädchen nach Hause zurück. Kurz vor dem Ziel angekommen, werden sie von vier riesigen Auerochsen eingeholt. Während Hushpuppys Begleiterinnen aus Angst fortlaufen, stellt sie sich mutig den riesigen Tieren entgegen, die daraufhin beginnen, vor dem Mädchen niederzuknien. Hushpuppy schickt die Tiere jedoch fort, da sie sich um „ihre Leute“ kümmern müsse. Sie eilt zu ihrem Vater ans Krankenbett, der die Szenerie zuvor beobachtet hatte, und gibt ihm etwas von dem mitgebrachten Krokodilfleisch zu essen, das ihm gut schmeckt. Kurz danach stirbt Hushpuppys Vater, dessen Leichnam gemäß seinem Wunsch auf einem Boot aufgebahrt und dann verbrannt wird. Der Tradition folgend feiern die Einwohner von „Bathtub“ Winks Tod, anstatt zu trauern.

## Synchronisation
| Darsteller        | Rolle          | Synchronsprecher   |
| ----------------- | -------------- | ------------------ |
| Quvenzhané Wallis | Hushpuppy      | Enola Fladée       |
| Dwight Henry      | Wink           | Thomas Darchinger  |
| Lowell Landes     | Walrus         | Erich Ludwig       |
| Pamela Harper     | Little Jo      | Angelika Bender    |
| Levy Easterly     | Jean Battiste  | Matthias Klie      |
| Gina Montana      | Miss Bathsheba | Kathi Gaube        |
| Henry D. Coleman  | Peter T.       | Michael Rüth       |
| Joseph Brown      | Winston        | Gerhard Jilka      |
| Jovan Hathaway    | Marietta       | Stephanie Kellner  |
| Amber Henry       | LZA            | Valeria Ceraolo    |
| Kaliana Brower    | T-Lou          | Felicitas Bauer    |
| Jonshel Alexander | Joy Strong     | Sonja Putzke       |
| Jimmy Lee Moore   | Sgt. Major     | Hartmut Neugebauer |

## Kritik
Die US-amerikanische Filmkritikerin Manohla Dargis (The New York Times) zählte Beasts of the Southern Wild nach seiner Uraufführung auf dem Sundance Film Festival zu den besten Produktionen, die in den letzten zwei Jahrzehnten auf dem Sundance Film Festival gezeigt worden seien. Es handle sich um eine „magische, realistische Fabel“ sowie eine „Helden-Reise in einen in herrlicher Weise mythologisierten Teil von Süd-Louisiana […]“. Die Literaturwissenschaftlerin bell hooks kritisierte den Film allerdings für eine problematische und unkritische Darstellung der Rolle von Hautfarbe und Maskulinität. Sie sieht im Film eine „Pornographie der Gewalt“, die durch eine romantisierende Vorstellung der Einheit von Mensch und Natur verdeckt werde.

## Auszeichnungen
- Sundance Film Festival 2012: Großer Preis der Jury (Spielfilm), Preis für die beste Kamera
- Internationale Filmfestspiele von Cannes 2012: Caméra d’Or (bester Debütfilm), FIPRESCI-Preis der Sektion Un Certain Regard, Prix Regards Jeune, Lobende Erwähnung der Ökumenischen Jury
- Los Angeles Film Festival 2012: Publikumspreis
- Seattle International Film Festival 2012: Beste Regie
- Festival des amerikanischen Films 2012: Großer Preis der Jury und Nachwuchspreis
- Fantasy Filmfest 2012: Publikumspreis
- British Film Institute Awards 2012: Sutherland Trophy
- Gotham Awards 2012: Beste Nachwuchsregie
- Hollywood Film Festival 2012: New Hollywood Award (Quvenzhané Wallis)
- National Board of Review Awards 2012: Bestes Regiedebüt und Beste Nachwuchsdarstellerin (Quvenzhané Wallis)
- New York Film Critics Online Awards 2012: Bestes Regiedebüt, Beste Nachwuchsdarstellerin (Quvenzhané Wallis)
- Los Angeles Film Critics Association Awards 2012: Bester Nebendarsteller (Dwight Henry), Beste Filmmusik (Benh Zeitlin und Dan Romer)
- Black Reel Awards 2013: Bester Spielfilm; Beste Hauptdarstellerin (Quvenzhané Wallis)